# Carry That Weight
Carry That Weight – utwór zespołu The Beatles z albumu Abbey Road napisany przez Paula McCartneya. Tekst utworu opowiada o kłopotach zespołu z wytwórnią Apple Records oraz o wewnętrznych problemach grupy. W środku utworu znajduje się repryza zawierająca motyw z „You Never Give Me Your Money”.

## Twórcy
- Paul McCartney – wokal, pianino, gitara rytmiczna
- John Lennon – wokal
- George Harrison – wokal, gitara elektryczna i basowa
- Ringo Starr – perkusja